# سانحه هواپیمای عدنان
سانحه هواپیمای عدنان در ۳۱ شهریور ۱۳۸۸ (۲۲ سپتامبر ۲۰۰۹) اتفاق افتاد که منجر به از بین رفتن تنها آواکس ایران شد.
این هواپیما یکی از هواپیماهای عراقی پناهنده به ایران با نام عدنان در جریان جنگ خلیج فارس بود. علت فرار سالم این پرنده از دست جنگنده‌های ائتلاف، وجود سیستم جنگال پیشرفته و قوی در عدنان بود که باعث ایجاد اختلال در رادارهای زمین پایه، جنگنده‌ها و آواکس‌های ائتلاف در منطقه، و نهایتاً فرار عدنان و فرود سالم آن در ایران شد.
این حادثه به‌دلیل کنده شدن آنتن رادار بر اثر سرعت بیشتر از حد مجاز و برخورد با قسمت دم و کنده شدن دم، و نهایتاً عدم کنترل هواپیما حول محور عرضی شد. در این حادثه تمام خدمه هواپیما جان باختند.